# الحملة العباسية على آسيا الصغرى (803)

خريطة تظهر الحُصون والقلاع في آسيا الصغرى من منطقة الثُّغُور بين المُسلمين والرُّوم في العصر العبَّاسي.

الحملةُ العبَّاسية على آسيا الصُّغرى (187هـ / 803م) هي حملة شنتها الخلافة العبَّاسية على مملكة الرُّوم بقيادة القاسم بن الرَّشيد.
في شعبان 187هـ / أغسطس 803م، توجه القاسم بن الخليفة هارُون الرَّشيد على رأس الجيش العبَّاسي إلى حصن قرة وحاصرها بقواته، في حين، قام العبَّاس بن جعفر بن محمد بن الأشعث الخُزاعي، بمحاصرة حصن سنان. اشتد الحصار على أهل سنان، مما دفع الرُّوم إلى إرسال ثلاثمائة وعشرين أسيرًا من المسلمين كفدية، طالبين من العبَّاس الرحيل عنهم. وافق العباس على طلبهم ورحل صلحًا. توفي في الحملة، الأمير علي بن عيسى العبَّاسي في أرض الروم. تزامنت الحملة مع اضطرابات كانت تشهدها مملكة الرُّوم أو الإمبراطوريَّة البيزنطيَّة، فقد خلع الرُّوم ملكتهم إيرين الأثينية، ونصَّبوا نقفور الأول كإمبراطور جديد عليهم.

### فهرس المنشورات
1. ↑  ابن الأثير (2005)، ص. 880.

### معلومات المنشورات كاملة
الكتب مرتبة حسب تاريخ النشر
- ابن الأثير الجزري (2005)، الكامل في التاريخ، مراجعة: أبو صهيب الكرمي، عَمَّان: بيت الأفكار الدولية، OCLC:122745941، QID:Q123225171